# Asthenes ayacuchensis
El piscuiz de Ayacucho (Asthenes ayacuchensis) es una especie de ave paseriforme de la familia Furnariidae perteneciente al numeroso género Asthenes. Es endémica de los Andes del sur de Perú. 

## Distribución y hábitat
La especie es conocida en tres pequeños valles en los Andes del sur de Perú, al este de Ayacucho. Sin embargo, el hábitat adecuado, donde todavía permanece, se extiende desde el valle del río Mantaro hasta los valles de los ríos Apurímac y Pampas.
Habita el sotobosque y los bordes de bosques enanos, algunas veces adyacentes a clareras abiertas para agricultura, en bosques secundarios, y aparentemente, en bordes de bosques más naturales en el ecotono bosque enano - puna.

## Sistemática

### Descripción original
La especie A. ayacuchensis fue descrita por primera vez por los ornitólogos estadounidenses Charles Vaurie, John S. Weske y John Whittle Terborgh en 1972, como subespecie, bajo el nombre científico Schizoeaca fuliginosa ayacuchensis; la localidad tipo es «Puncu, 3370 m, 30 km a noreste de Tambo, 12°47′ S, 73°49′ W, Ayacucho, Perú».

### Etimología
El nombre genérico femenino «Asthenes» deriva del término griego «ασθενης asthenēs»: insignificante; y el nombre de la especie «ayacuchensis», se refiere a la localidad tipo, Ayacucho, Perú.

### Taxonomía
La presente especie fue inicialmente descrita como una subespecie de Asthenes fuliginosa y después tratada como conespecífica con Asthenes vilcabambae, de quien fue separada, con base en las evidencias vocales y genético moleculares suministradas por Hosner et al. (2015); lo que fue aprobado en la Propuesta N° 697 al Comité de Clasificación de Sudamérica (SACC). Los datos genéticos también indican que es más próxima de A. palpebralis y de A. ottonis que de A. vilcabambae. Es monotípica.